# Australovuilleminia
Australovuilleminia — рід грибів. Назва вперше опублікована 2010 року.

## Класифікація
До роду Australovuilleminia відносять 1 вид:
- Australovuilleminia coccinea.

## Поширення
Знайдений на мертвих гілочках та гілках Нотофагусу на півдні Нової Зеландії.